# Jacinta Maria de Santana

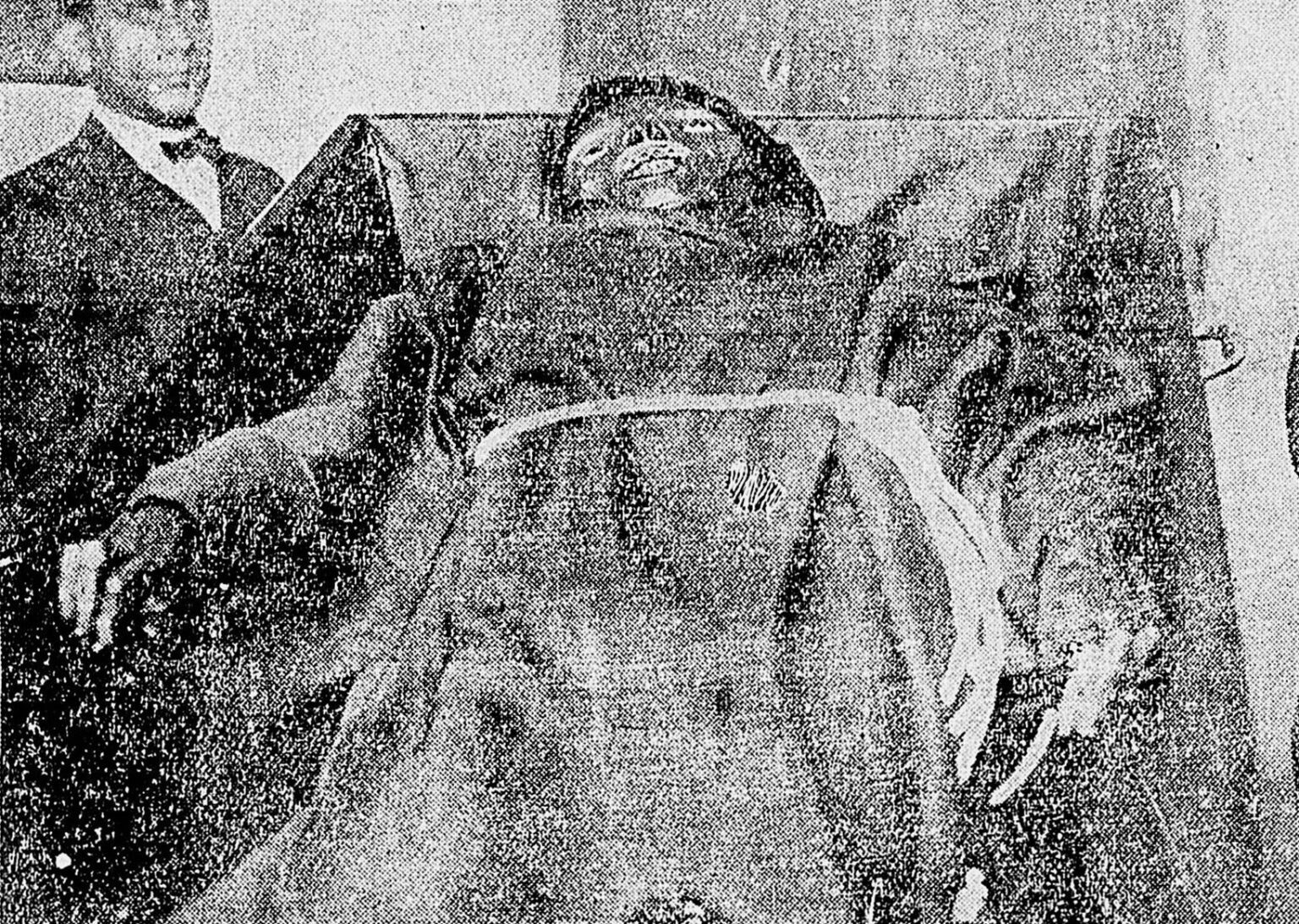
Fotografía del cuerpo de Jacinta Maria de Santana en 1929, cuando fue sepultada. Tendida en el féretro, vistiendo un hábito franciscano.

Jacinta Maria de Santana (aprox. 1870 - São Paulo, 26 de noviembre de 1900) fue una mujer negra brasileña cuyo cuerpo fue embalsamado y expuesto como curiosidad científica en la Facultad de Derecho de São Paulo, actualmente vinculada a la Universidad de São Paulo (USP). Durante casi 30 años (1900–1929), su cadáver fue manipulado y vilipendiado por estudiantes de la institución, llegando, inclusive, a ser tirado a través de una ventana del edificio en 1907.
Jacinta era una mujer pobre y sin ocupación fija que acostumbraba caminar por el centro de la ciudad São Paulo. En la mañana de 26 de noviembre de 1900, se sintió mal y desmayó en el inicio de la Calle Dutra Rodrigues, a 700 metros de la Estación de la Luz. Su fallecimiento se produjo de camino al hospital de la Santa Casa de Misericórdia, en el distrito de Consolação. El mismo día, su cuerpo fue entregado a Amancio de Carvalho, profesor de medicina legal de la Facultad de Derecho, en el Largo São Francisco. Su cuerpo fue enterrado solamente en junio de 1929, conforme informó el periódico El Estado.
Desde entonces, su memoria fue olvidada, tanto por la población paulistana cuánto por la propia unidad de la Universidad de São Paulo. Su historia solo fue descubierta de nuevo en 2021, por medio de una investigación de la historiadora Suzane Jardim.

## El redescubrimento de Jacinta
En 9 de abril de 2021, el sitio web Ponte Jornalismo publicó reportaje intitulado Como la principal facultad de derecho del país violó el cuerpo de una mujer negra por 30 años,  en que fue divulgado un estudio realizado por Suzane Jardim, historiadora y mestranda en Ciencias Sociales en la Universidad Federal del ABC. La investigadora afirmó que tomó conocimiento de Jacinta por casualidad, al leer un texto de 1929 acerca del entierro de una "momia" apodada de Raimunda. Sensibilizada por la crueldad narrada en ese texto, Jardim empeñó esfuerzos en redescobrir la identidad de esa mujer y traer nuevamente a la tona su memoria.
Investigando en periódicos de la época, como el mencionado O Estado y el Diario Nacional, la historiadora constató que el nombre verdadero de Raimunda era Jacinta Maria de Santana. En los periódicos, esta era siempre retratada de forma extremadamente racista. En la edición de O Estado de 22 de abril de 1929, de Florianópolis, fue apuntado que muchas novatadas fueron hechas con el cadáver en la Facultad de Derecho de São Paulo.  De entre ellas, se informó, en el texto, un episodio en que un periodista, de ojos vendados, fue obligado a besar el cuerpo momificado de Jacinta.
Para Amancio de Carvalho, que la momificó, Jacinta se resumía a una "negra de cerca de treinta años, huésped habitual de la policía por su irrazonable intemperancia".  En la edición de 7 de junio de 1929 del Diario Nacional, periódico de São Paulo, fue relatado que Jacinta era víctima constante de abusos por parte de los estudiantes de la institución: sombreros de alumnos eran furtados y colocados en su cabeza, velas eran puestas en sus manos y su cuerpo era dejado "en las más extrañas posiciones". Su cuerpo fue enterrado aquel mes en una sepultura donada por el ayuntamiento municipal.

## Repercusión
El día siguiente a la publicación del reportaje de Ponte, en 10 de abril de 2021, el director de la Facultad de Derecho de la USP (FDUSP), Floriano de Azevedo Marques Neto, publicó un artículo intitulado "Visitar la historia, asumir el error, permitir el futuro", en el cual reconoce las atrocidades cometidas contra el cuerpo de Jacinta, afirmando que los repetidos actos irrespetuosos cometidos en la institución, descubiertos por la historiadora Suzane Jardim, demuestran el fuerte racismo de la época, que aún perdura. En el texto, Neto también apunta que, hasta recientemente, aún era común que profesores dijeran comentarios racistas y sexistas en aula, sin haber reprensión, y que, hasta el 2012, estudiantes negros eran raros en la Facultad de Derecho de la USP.

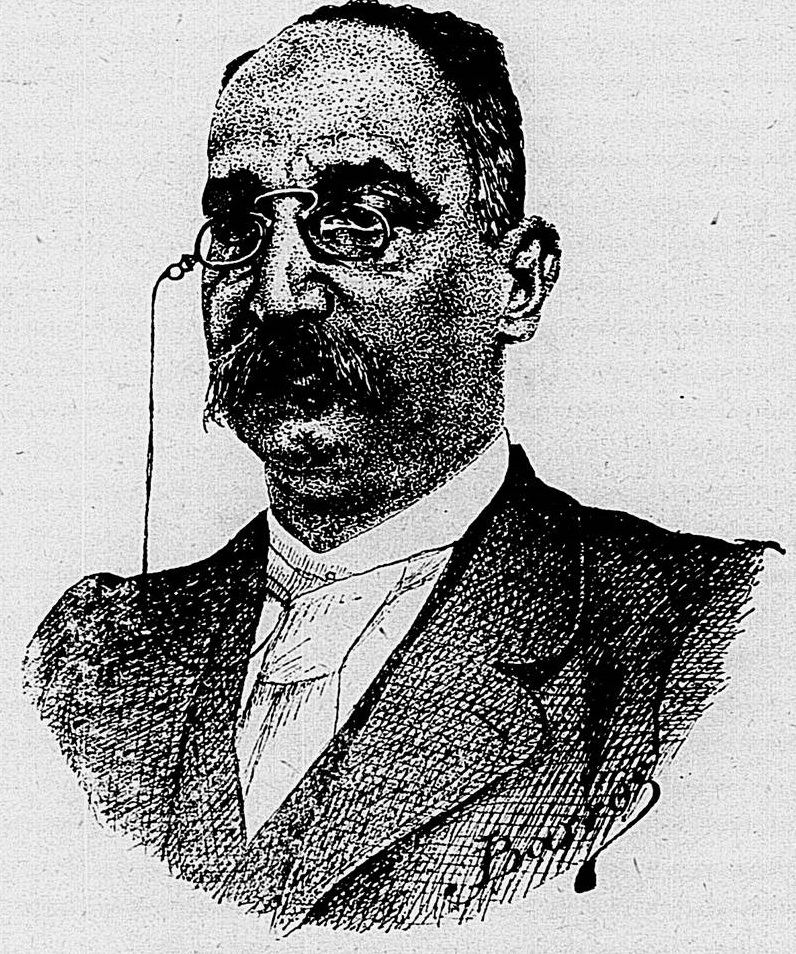
Retrato de Amancio de Carvalho, profesor de la Facultad de Derecho de São Paulo y momificador de Jacinta.

En 10 de mayo de 2021, por medio de la Portaría GDI-09/2021 , bajada por Floriano Neto, fue constituida una comisión para investigar los hechos narrados por Suzane Jardim acerca de los malos tratos al cuerpo de Jacinta Maria de Santana, nombrándose, como miembros, profesores y alumnos de la institución. En el artículo segundo de esa portaría, fue fijado un plazo de 120 días para la conclusión de los trabajos de la comisión, pudiendo ese periodo ser ampliado. Hasta el momento, sin embargo, los resultados de esa investigación aún no fueron publicados.
Tras la publicación del reportaje de Ponte, estudiantes de derecho de la FDUSP se movilizaron, desde entonces, contra homenajes concedidos en el pasado a Amancio de Carvalho, momificador de Jacinta. Así que el reportaje fue publicado, alumnos de la unidad entraron en contacto con docentes y colectivos para dialogar sobre el nombre de una aula de la institución, que lleva el nombre de ese profesor, el cual enseñaba medicina legal.  Además del aula, Carvalho también da nombre a una calle de la ciudad de São Paulo, en Vila Mariana, zona sur de la capital. 
En 11 de agosto de 2021, estudiantes de la FDUSP hicieron una intervención política en la ciudad, pegando nombres de personalidades negras en placas callejeras que homenajean personas con histórico racista y eugenista. En la ocasión, la Calle Doctor Amâncio de Carvalho fue renombrada simbólicamente en su placa, dando lugar a la "Calle Jacinta Maria de Santana", con la descripción: "Habitante callejera negra que tuvo su cuerpo embalsamado, expuesto como curiosidad científica y utilizado en novatadas en Largo São Francisco".  Oficialmente, sin embargo, la vía aún mantiene el nombre del profesor.